# Liste der Kulturdenkmäler in Heckhuscheid
In der Liste der Kulturdenkmäler in Heckhuscheid sind alle Kulturdenkmäler der rheinland-pfälzischen Ortsgemeinde Heckhuscheid aufgeführt. Grundlage ist die Denkmalliste des Landes Rheinland-Pfalz (Stand: 27. Juni 2022).

## Einzeldenkmäler
| Bezeichnung                            | Lage               | Baujahr | Beschreibung                                                                | Bild                           |
| -------------------------------------- | ------------------ | ------- | --------------------------------------------------------------------------- | ------------------------------ |
| Katholische Filialkirche St. Katharina | Kapellenweg 2 Lage | 1866    | schlichter Saalbau mit Giebeldachreiter, 1866; Grabkreuz, Schiefer, um 1835 | weitere Bilder Fotos hochladen |